# Bembidion americanum
Bembidion americanum es una especie de escarabajo del género Bembidion, familia Carabidae. Fue descrita científicamente por Dejean en 1831.
Habita en Canadá y los Estados Unidos (desde Nuevo Brunswick y Florida hasta Ontario, Wisconsin y Texas). Mide 5-6 mm.